# Repubblica Dominicana ai Giochi della XVIII Olimpiade
La Repubblica Dominicana partecipò ai Giochi della XVIII Olimpiade, svoltisi a Tokyo dal 10 al 24 ottobre 1964. Fu la prima partecipazione di questo paese ai Giochi e la delegazione fu composta di un solo atleta, Alberto Torres, che gareggiò nei 100 metri piani.